# Hangelstein
Hangelstein este o arie protejată (arie specială de conservare — SAC, sit de importanță comunitară — SCI) din Germania întinsă pe o suprafață de 106,38 ha, integral pe uscat.

## Localizare
Centrul sitului Hangelstein este situat la coordonatele 50°37′45″N 8°43′34″E / 50.6292°N 8.7261°E.

## Înființare
Situl Hangelstein a fost declarat sit de importanță comunitară în aprilie 1999 pentru a proteja 1 specie de plante și 8 specii de animale. Situl a fost protejat și ca arie specială de conservare în martie 2008.

## Biodiversitate
Situată în ecoregiunea continentală, aria protejată conține 4 habitate naturale: Pante stâncoase silicioase cu vegetație casmofită, Păduri de fag Asperulo-Fagetum, Păduri de stejar și carpen Galio-Carpinetum, Păduri pe pante, grohotișuri și ravene de Tilio-Acerion.
La baza desemnării sitului se află mai multe specii protejate:
- plante (1): mușchi (Dicranum viride)
- păsări (6): Ardea cinerea cinerea, buha (Bubo bubo), ciocănitoare neagră (Dryocopus martius), gaia roșie (Milvus milvus), codroșul de pădure (Phoenicurus phoenicurus), ciocănitoare verzuie (Picus canus)
- mamifere (2): liliac cu urechi mari (Myotis bechsteinii), liliac comun (Myotis myotis)

Pe lângă speciile protejate, pe teritoriul sitului au mai fost identificate 1 specie de plante, 6 specii de mamifere.